# Ōta Kaoru

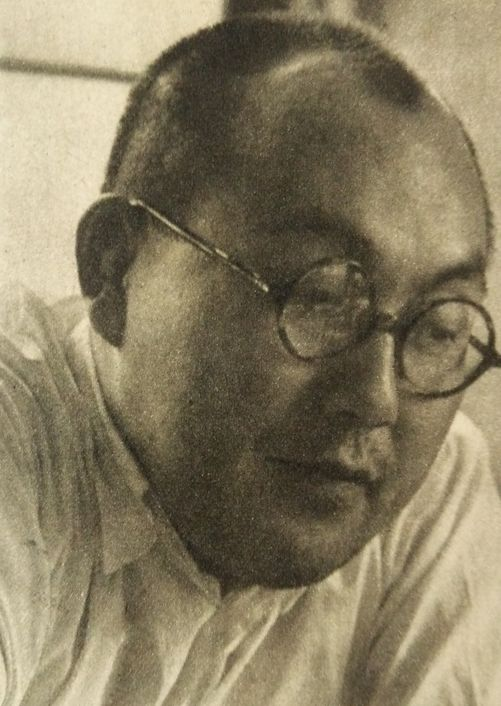
Ōta Kaoru

Ōta Kaoru (japanisch 太田 薫; geboren 1. Januar 1912 in Tsuyama (Präfektur Okayama); gestorben 14. September 1998) war ein japanischer Führer der Arbeiterbewegung und Begründer des „Frühling-Streiks“.

## Leben und Wirken
Ōta Kaoru machte 1935 seinen Abschluss an der Technischen Fakultät der Universität Osaka. Danach war er drei Jahre bei „Dainippon tokkyo hiryō“ (大日本特許肥料: heute „Mitsubishi Rayon“) tätig. Dann ging er zu Ube Kōsan in Ube und war erfolgreich in der Firma tätig. Er wechselte dann auf die Arbeitnehmerseite und wurde 1946  erster Vorsitzender der Gewerkschaftsverbandes „Rōdōkumiai“ (労働組合). Daneben war er drei Jahre in der Stadtversammlung von Ube tätig. 1950 wurde er Vorsitzender der „Gewerkschaftsverbandes der Arbeiter der synthetischen Chemie“ (合成化学産業労働組合連合, Gōseikagaku sangyō rōdō-kumiai rengō), abgekürzt „Gōka rōren“ (合化労連).
1951 beteiligte Ōta sich an der Gründung der „Sozialdemokratischen Gesellschaft“ (社会主義協会, Shakaishugi kyōkai). Bekannt für seine schnellen starken Äußerungen wurde er bewundernd  „Ōta Rappa“ (太田ラッパ) genannt. Auf Ōta gehen die jährlichen Frühlingsstreiks (春闘, Shuntō) zurück. 1964 wurde er mit dem Internationalen Lenin-Friedenspreis ausgezeichnet.
1979 kandidierte Ōta für den Gouverneursposten der Präfektur Tōkyō, verlor aber gegen Suzuki Shun’ichi (鈴木 俊一; 1910–2010). Danach zog er sich aus dem tagespolitischen Geschehen zurück.